# Marco Fini
Marco Fini (Firenze, 31 luglio 1934 – Camaiore, 1º gennaio 2017) è stato un giornalista, saggista e curatore editoriale italiano.

## Biografia
Laureato in Giurisprudenza, iniziò nel 1962 a collaborare con Panorama con inchieste su avvenimenti quali la strage di piazza Fontana o il colpo di Stato in Cile del 1973, sul rapporto tra partigiani e forze alleate durante la Resistenza, inchieste evolutesi spesso in libri usciti per la collana "Attualità" di Feltrinelli da lui diretta o in trasmissioni per la Rai.

### Vita privata
Era padre del rapper Cosimo Fini, in arte Guè.

## Opere principali
- Valpreda: processo al processo (con Andrea Barberi), Milano, Feltrinelli, 1972.
- Nuovo Cile: una lotta per il socialismo (con Corrado Corghi), Milano, Feltrinelli, 1973.
- Gli americani in Italia (con Roberto Faenza), Milano, Feltrinelli, 1976.
- La forza della democrazia. Dal programma della Rete due della televisione italiana di Corrado Stajano e Marco Fini, Torino, Einaudi, 1977.